# Ängelholm
 "Engelholm" omdirigeres hertil. For godset på Sjælland, se Engelholm (Snesere Sogn).
Ängelholm (dansk: Engelholm) er en by ved Rønne å i det nordvestlige Skåne med 22.5322005 indbyggere og kommunesæde i Ängelholms kommune i Skåne län i Sverige. 
Ängelholm har en stor flyveplads. I byen findes også Sveriges Järnvägsmuseum, Banmuseet i tilknytning til Banskolan, hvor man kan se svensk jernbanehistorie.

## Historie
Byen blev grundlagt i 1516 som Engelholm af Christian II, som flyttede bebyggelsen fra Luntertun ude ved kysten, fordi den var svær at forsvare både mod sandflugt og svenskere. Som grundlægger indkredsede kong Christian II egenhændigt den ny bys grænser med en plovfure. Af Luntertun er der i dag kun kirkeruinen tilbage. 
I 1547 blev beboerne i Ängelholm pålagt at flytte til Landskrone. Alligevel var der en lille bebyggelse tilbage. Stedet var ofte slagmark i de næste par århundreder. 
Under den Nordiske Syvårskrig 1563-70 blev Engelholm indtaget og ødelagt i 1565 af svenskerne under ledelse af Klas Kristersson Horn. Selv byens kirke blev lagt i grus og fik i den fattige by lov til at ligge i ruiner i over 100 år.
Under Horns krig (1644-45) belejrede svenskeren Gustav Horn med sin hær Ängelholm. Han byggede to skanser, øst- og vestskansen. Byen forsvaredes af den legendariske friskytte Bent Mogensen, og det lykkedes ham at slå flere svenske angreb tilbage. Men i det lange løb kunne forsvarerne ikke holde stand, og svenskerne under generalmajor Hans Wachtmeister erobrede Engelholm. 
Under den første Karl Gustav-krig stødte danske tropper i 1657 under ledelse af Axel Urup og svenske tropper under ledelse af Per Brahe sammen i slaget ved Engelholm. Alle beboerne blev plyndret til skjorten af svenskerne. Bebyggelsen var på 18 huse.
Ved freden i Roskilde mistede Danmark Engelholm sammen med resten af Skånelandene til Sverige. 
Den 27. april 1678 under den Skånske Krig blev Ängelholm brændt ned af de danske tropper. Kun kirken, præstegården og et par små huse blev skånet. Den svenske styrke på 130 ryttere og dragoner samt nogle beboere blev dræbt i kampene. Kirkebøgerne gik også tabt.
Svære brande har ofte hærget byen. I 1705 forsvandt halvdelen af bygningerne. I 1743 brændte seks huse, i 1744 12 huse og året efter nedbrændte det meste af byen. Natten mellem den 9. og 10. maj 1802 lagdes 35 huse i aske. Fra nord sprang branden fra hus til hus ad Storgatan under den kraftige storm.
I 1767 genvandt Ängelholm sin status som by, men forblev længe en lille by. Flyvesand var et konstant problem for byen, som Carl von Linné omtaler efter hans skånske rejse 1749, hvor han giver en levende skildring af, hvordan beskyttende beplantningsarbejde er påbegyndt. I løbet af 1800-tallet tilplantedes de sandede arealer ved havet med fyr og birk, der blev til Kronoskogen vest for jernbanen. Kronoskogen og jernbanen er en barriere mellem byen og havet.
I løbet af 1800-tallets industrialisering voksede byen og blev kendt som undervisningsby og badeby. Industrialiseringen var præget af små industrier baseret på landbrug og naturressourcer som teglværk, mejeri og sukkerfabrik. I midten af 1800-tallet byggedes en havn ved Rönne åens udløb. Havnen fungerede et par årtier som udskibningshavn af korn og mursten, som sejledes ud til de ventende skibe i pramme. Søfarten udkonkurreredes dog af jernbanen. Turismen startede i slutningen af 1800-tallet. Til 1883 var en eskadron af Kronprinsens husarregiment stationeret i byen.
Ved slutningen af 2. verdenskrig flyttede skånske lufteskadrille fra Bulltofta til Barkåkra nord for byen. Flyflottillen F 10 Ängelholm blev nedlagt i 2002.

## Industri og næringsliv
Som den vigtigste by i området har Ängelholm et veludviklet handelsliv med mange butikker, banker, osv. Ängelholms hospital er en af byens store arbejdspladser. Indenfor den offentlige sektor har Lantmäteriverket og Skatteverket (Skattevæsenet) lokalkontor i Ängelholm.
Traditionelt har håndværk indenfor keramik og læderindustri haft betydning. Hovedparten er historie nu.
Nogle vigtige selskaber er Engelholms Glas, HemoCue, Marco, Rittal, Swedwood og Koenigsegg, der bygger sportsvogne i Valhal Park (den lukkede luft eskadrille F 10 udenfor Ängelholm).

### Industrihistorie
- Grönvalls læderfabrik blev grundlagt i 1854 og ophørte 1992
- Ängelholms sukkerfabrik blev grundlagt i 1892 og ophørte i 1950'erne
- Villa teglværk ophørte i 1950'erne
- Slagteriindustri fandtes i Angelholm fra begyndelsen af 1900-tallet. 
  - Ängelholms Eksportslagteri blev drevet af disponent A. P. Bergdahl.
  - I 1915 oprettedes et andelsslagteri.
  - Scan, den skånske slagteriandelsforening, byggede 1949-52 et af Europas mest moderne slagterier. Slagteriet blev nedlagt 1988.
- Sydsvenske læder- & remfabrik, Sydläder, grundlagt i 1914 på Ängavången. Virksomheden, der i dag kaldes Protite, leverede blandt andet fodboldene til verdensmesterskabet i Sverige 1958. Nu fremstilles bl.a. pakninger og remme.